# Madonna Harris
Madonna Harris (Hamilton, 15 de agosto de 1966) es una deportista neozelandesa que compitió en ciclismo (en las modalidades de pista y ruta) y en esquí de fondo.
Ganó una medalla de plata en el Campeonato Mundial de Ciclismo en Pista de 1990, en la prueba de persecución individual.
Participó en dos Juegos Olímpicos, en Seúl 1988 disputó la carrera de ruta femenina, sin llegar a meta, y en Calgary 1988 ocupó el 40.º lugar en los 20 km de esquí de fondo.

## Medallero internacional
| Campeonato Mundial | Campeonato Mundial | Campeonato Mundial | Campeonato Mundial     |
| Año                | Lugar              | Medalla            | Competición            |
| ------------------ | ------------------ | ------------------ | ---------------------- |
| 1990               | Maebashi (Japón)   | Medalla de plata   | Persecución individual |